# Gobierno de Alexander De Croo
El gobierno de Alexander de Croo fue el gobierno federal del Reino de Bélgica que entró en funciones a partir del 1 de octubre de 2020 hasta el 3 de febrero de 2025 durante la 55.a Legislatura de la Cámara de Representantes de Bélgica. Se formó 16 meses después de las elecciones legislativas federales. La coalición de partidos que integran este gobierno designado como Vivaldi fue liderado por el exministro federal de finanzas del gobierno saliente Alexander de Croo y estuvo compuesto por un total de 7 partidos políticos tanto francófonos como flamencos desde socialistas, liberales, ecologistas hasta cristianos demócratas.

## Historia
Las elecciones parlamentarias se llevaron a cabo el 26 de mayo del 2019 resultando victoriosos los flamencos nacionalistas del N-VA con 25 escaños y la ultraderecha Vlaams Belang con 18 escaños al igual que el Partido Socialista, resultados que mantuvieron a Bélgica con un gobierno en funciones por más de un año dada las diferencias políticas de los vencedores y lo holgado de los resultados que dejaron un parlamento sumamente fraccionado.
Mientras se llevaban a cabo las negociaciones para integrar el ejecutivo, el gobierno en funciones y en minoría del francófono Charles Michel continuó en funciones hasta su renuncia como jefe de Gobierno el 27 de octubre del 2019 para asumir en diciembre de ese año su nueva función como presidente del Consejo Europeo, siendo sustituido por la hasta entonces ministra de la Función Pública Sophie Wilmès convirtiéndose así en la primera mujer,en la historia del país, al frente del ejecutivo. No fue hasta el 1 de octubre del 2020 cuando fue presentado y juramentado el nuevo gobierno liderado por el francófono Alexander de Croo e integrado por el Partido Socialista,l os Liberales y Demócratas Flamencos, el partido Cristiano Demócrata y Flamenco, el Movimiento Reformador, el Partido Socialista-Diferente, el partido Ecolo y el partido Groen. Todos ellos representan el 58 % de los escaños de la Cámara de Representantes que se traduce en un total de 87 escaños de 150.

## Funciones
Fue a partir del primer gobierno de Verhofstadt a través de la reforma conocida como Plan Copérnico que se reforma la administración pública de Bélgica y una de las disposiciones de esta reforma fue la transformación de los ministerios federales en servicios públicos federales.
Al frente de cada dependencia se encuentra un Comité de Gestión cuyo presidente, funcionario de alto nivel, es el jefe del SPF y el encargado de la administración operativa.
Los siguientes son los Servicios Públicos Federales que integran el ejecutivo belga y sus respectivas funciones:
*SPF de la Cancillería del Primer Ministro
Auxilia al primer ministro en la dirección y coordinación de las políticas gubernamentales, administración, logística, aspectos jurídicos y comunicación. También se desempeña como enlace entre las  entidades federales y la Unión Europea.
*SPF de Estrategia y Apoyo
Asiste y auxilia a las dependencias federales en el área de las TICs, recursos humanos, integridad, presupuesto, contabilidad y adquisiciones públicas.
*SPF Asuntos Externos, Comercio Exterior y Cooperación al Desarrollo
Gestiona las relaciones diplomáticas del país, las representaciones en el exterior; regula el comercio exterior y se encarga de la cooperación al desarrollo con países en vías de desarrollo así como todos los asuntos relacionados con la Unión Europea, de la que Bélgica es miembro. Cuenta con un Ministro de Relaciones Exteriores, Asuntos Europeos y Comercio Exterior y un Ministro de Cooperación del Desarrollo.
*SPF del Interior
Se encarga de la seguridad pública, temas de migración, gestión de crisis, emisión de documentos de identidad, asuntos institucionales y regula lo relacionado con las elecciones. Cuenta con un Ministro del Interior y Reformas Institucionales y un Ministro de Renovación Democrática.
*SPF Finanzas
Sus funciones son la recaudación y gestión de recursos públicos, asuntos financieros y regulación del mercado, combate y prevención del fraude y gestión de la deuda pública. Es liderado por el ministro de finanzas quien a su vez es delegado para la lucha contra el fraude.
*SPF de Transporte y Movilidad
Su misión es atender lo concerniente sobre la seguridad, ambiente, problemas sociales e integración óptima de todos los medios de transporte. Además es la encargada de implementar la política federal de movilidad. A la cabeza del organismo se encuentra el ministro de Movilidad, recién renombrado en esta administración.
*SPF de Empleo, Trabajo y Concertación Social
Su objetivo es garantizar el equilibrio de las relaciones entre trabajadores y empleadores. Para ello debe de proteger y promover el bienestar y diversidad laboral. Son parte de este organismo el ministro de Economía y Trabajo. 
*SPF de Seguridad Social
Su trabajo consiste en aplicar las políticas que garanticen el bienestar social de los sectores más vulnerables como discapacitados, pensionados así como personas en situación de pobreza o pertenecientes a las clases medias. Los ministros que forman parte de este servicio son el ministro de Asuntos Sociales y Salud, Ministro de Pensionados e Integración Social, Ministro de Clases Medias y Agricultura y el ministro de Economía y Trabajo.
*SPF de Salud Pública, Seguridad en la Cadena de Alimentos y Medio Ambiente
Promover y ejecutar las políticas sobre el servicio médico público y su infraestructura, garantizar la calidad de los alimentos y preservación de la salud pública y medio ambiente a través de la regulación de productos peligrosos y el desarrollo sustentable así como prevenir y combatir la contaminación y garantizar la protección de especies amenazadas. Son parte del sistema el ministro de Asuntos Sociales y Salud Pública, el ministro de Ambiente, Clima y Desarrollo Sustentable y el ministro de Agricultura.
SPF de Justicia
Asiste al poder judicial federal, presta asesoría legal, ejecuta penas y gestiona el sistema carcelario. Su titular es el ministro de justicia.
SPF de Economía, PYMES, Clases Medias y Energía
Tiene a su cargo el comercio, el sector energético, minería, los hidrocarburos, turismo, industria, competitividad, desarrollo de las PYMES, transición energética, desarrollo sustentable, servicios bancarios, emprendimiento, industria de alimentos.
Aparte de estos servicios existe el Ministerio de Defensa que tiene a cargo la seguridad nacional y gestión de las fuerzas armadas del Reino.

## Gabinete Ministerial
Al principio el nuevo gobierno liderado por Alexander de Croo quedó integrado con 15 ministros y 5 secretarios de Estado, entre los que se cuentan 10 mujeres.
     Partido Socialista
     Movimiento Reformador
     Liberales y Demócratas Flamencos
     Cristiano Demócrata y Flamenco
     Ecolo
     Adelante
     Groen

### Primer Ministro del Reino de Bélgica
| Fotografía | Primer Ministro   | Período              | Período              | Partido | Partido | Ref |
| Fotografía | Primer Ministro   | Inicio               | Fin                  | Partido | Partido | Ref |
| ---------- | ----------------- | -------------------- | -------------------- | ------- | ------- | --- |
|            | Alexander De Croo | 1 de octubre de 2020 | 3 de febrero de 2025 |         |         |     |

### Vice primeros ministros del Reino de Bélgica
| Fotografía | Vice primeros ministros  | Período               | Período               | Partido | Partido | Ref |
| Fotografía | Vice primeros ministros  | Inicio                | Fin                   | Partido | Partido | Ref |
| ---------- | ------------------------ | --------------------- | --------------------- | ------- | ------- | --- |
|            | Pierre-Yves Dermagne     | 1 de octubre de 2020  | 3 de febrero de 2025  |         |         |     |
|            | Sophie Wilmès            | 1 de octubre de 2020  | 14 de julio de 2022   |         |         |     |
|            | David Clarinval          | 14 de julio de 2022   | Al Próximo Gobierno   |         |         |     |
|            | Georges Gilkinet         | 1 de octubre de 2020  | 3 de febrero de 2025  |         |         |     |
|            | Vincent Van Peteghem     | 1 de octubre de 2020  | Al Próximo Gobierno   |         |         |     |
|            | Frank Vandenbroucke      | 1 de octubre de 2020  | Al Próximo Gobierno   |         |         |     |
|            | Petra De Sutter          | 1 de octubre de 2020  | 3 de febrero de 2025  |         |         |     |
|            | Vincent Van Quickenborne | 1 de octubre de 2020  | 20 de octubre de 2023 |         |         |     |
|            | Paul Van Tigchelt        | 20 de octubre de 2023 | 3 de febrero de 2025  |         |         |     |

### Ministerios
| Ministerio                                                                              | Fotografía | Titular                  | Período                 | Período                 | Partido | Partido |  |
| Ministerio                                                                              | Fotografía | Titular                  | Inicio                  | Fin                     | Partido | Partido |  |
| --------------------------------------------------------------------------------------- | ---------- | ------------------------ | ----------------------- | ----------------------- | ------- | ------- |  |
| Asuntos Sociales y Salud Pública                                                        |            | Frank Vandenbroucke      | 1 de octubre de 2020    | Al Próximo Gobierno     |         |         |  |
| Clima, Medio Ambiente, Desarrollo Sostenible y Pacto Verde                              |            | Zakia Khattabi           | 1 de octubre de 2020    | 3 de febrero de 2025    |         |         |  |
| Cooperación al Desarrollo y Política Urbana                                             |            | Meryame Kitir            | 1 de octubre de 2020    | 16 de diciembre de 2022 |         |         |  |
| Cooperación al Desarrollo y Política Urbana                                             |            | Caroline Gennez          | 17 de diciembre de 2022 | 1 de octubre de 2024    |         |         |  |
| Cooperación al Desarrollo y Política Urbana                                             |            | Frank Vandenbroucke      | 1 de octubre de 2024    | 3 de febrero de 2025    |         |         |  |
| Defensa                                                                                 |            | Ludivine Dedonder        | 1 de octubre de 2020    | 3 de febrero de 2025    |         |         |  |
| Economía y Empleo                                                                       |            | Pierre-Yves Dermagne     | 1 de octubre de 2020    | 3 de febrero de 2025    |         |         |  |
| Energía                                                                                 |            | Tinne Van der Straeten   | 1 de octubre de 2020    | 3 de febrero de 2025    |         |         |  |
| Finanzas                                                                                |            | Vincent Van Peteghem     | 1 de octubre de 2020    | 3 de febrero de 2025    |         |         |  |
| Función y Empresas Públicas, Telecomunicaciones y Servicios Postales                    |            | Petra De Sutter          | 1 de octubre de 2020    | 3 de febrero de 2025    |         |         |  |
| Interior, Reformas Institucionales y Renovación Democrática                             |            | Annelies Verlinden       | 1 de octubre de 2020    | 3 de febrero de 2025    |         |         |  |
| Justicia y Mar del Norte                                                                |            | Vincent Van Quickenborne | 1 de octubre de 2020    | 20 de octubre de 2023   |         |         |  |
| Justicia y Mar del Norte                                                                |            | Paul Van Tigchelt        | 20 de octubre de 2023   | 3 de febrero de 2025    |         |         |  |
| Movilidad                                                                               |            | Georges Gilkinet         | 1 de octubre de 2020    | 3 de febrero de 2025    |         |         |  |
| Pensiones e Integración Social                                                          |            | Karine Lalieux           | 1 de octubre de 2020    | 3 de febrero de 2025    |         |         |  |
| Relaciones Exteriores, Europeas, Comercio Exterior e Instituciones Culturales Federales |            | Sophie Wilmès            | 1 de octubre de 2020    | 14 de julio de 2022     |         |         |  |
| Relaciones Exteriores, Europeas, Comercio Exterior e Instituciones Culturales Federales |            | Hadja Lahbib             | 15 de julio de 2022     | 1 de diciembre de 2024  |         |         |  |
| Relaciones Exteriores, Europeas, Comercio Exterior e Instituciones Culturales Federales |            | Bernard Quintin          | 1 de diciembre de 2024  | 3 de febrero de 2025    |         |         |  |
| Trabajadores por Cuenta Propia, PYMES, Agricultura                                      |            | David Clarinval          | 1 de octubre de 2020    | 3 de febrero de 2025    |         |         |  |

### Secretarios de Estado
De manera adicional los ministros o el propio Primer Ministro pueden asignar funciones concretas propias de su cargo a funcionarios conocidos como Secretarios de Estado con la finalidad de que los auxilien en el ejercicio de sus funciones.
| Secretaria                                                                       | Fotografía | Titular             | Período                 | Período                 | Partido | Partido |
| Secretaria                                                                       | Fotografía | Titular             | Inicio                  | Fin                     | Partido | Partido |
| -------------------------------------------------------------------------------- | ---------- | ------------------- | ----------------------- | ----------------------- | ------- | ------- |
| Asilo y Migración                                                                |            | Sammy Mahdi         | 1 de octubre de 2020    | 27 de junio de 2022     |         |         |
| Asilo y Migración                                                                |            | Nicole de Moor      | 28 de junio de 2022     | 3 de febrero de 2025    |         |         |
| Digitalización, Simplificación Administrativa, Privacidad y Agencia de Edificios |            | Mathieu Michel      | 1 de octubre de 2020    | 3 de febrero de 2025    |         |         |
| Igualdad de Género, Oportunidades y Diversidad                                   |            | Sarah Schlitz       | 1 de octubre de 2020    | 26 de abril de 2023     |         |         |
| Igualdad de Género, Oportunidades y Diversidad                                   |            | Marie-Colline Leroy | 2 de mayo de 2023       | 3 de febrero de 2025    |         |         |
| Presupuestos y Protección del Consumidor                                         |            | Eva De Bleeker      | 1 de octubre de 2020    | 18 de noviembre de 2022 |         |         |
| Presupuestos y Protección del Consumidor                                         |            | Alexia Bertrand     | 18 de noviembre de 2022 | 3 de febrero de 2025    |         |         |
| Recuperación, Inversiones Estratégicas y Política Científica                     |            | Thomas Dermine      | 1 de octubre de 2020    | 3 de febrero de 2025    |         |         |